# 鍋島直晶
鍋島 直晶（なべしま なおまさ、1959年〈昭和34年〉11月9日 - ）は、肥前国佐賀藩鍋島家第15代当主。

## 概要・経歴
第14代当主の鍋島直要の長男として誕生。
現在は滋賀県に居住している。
旧領の佐賀県との親交も深く、財団法人鍋島報效会代表理事（会長・理事長）や佐賀県空手道連盟会長を務めている。

## 系譜
- 父：鍋島直要
- 妹：鍋島房子 - 徴古館館長[5]
- 長男：鍋島直頼[6]